# Distretto di Meatu
Il distretto di Meatu è un distretto della Tanzania situato nella regione del Simiyu. È suddiviso in 25 circoscrizioni (wards) e conta una popolazione di 299 619 abitanti (censimento 2012).
Elenco delle circoscrizioni:
- Bukundi
- Imalaseko
- Itinje
- Kimali
- Kisesa
- Lingeka
- Lubiga
- Mwabuma
- Mwabusalu
- Mwabuzo
- Mwakisandu
- Mwamalole
- Mwamanimba
- Mwamanongu
- Mwamishali
- Mwandoya
- Mwangundo
- Mwanhuzi
- Mwanjolo
- Mwanyahina
- Mwasengela
- Ng'hoboko
- Nkoma
- Sakasaka
- Tindabuligi